# Ykkönen 2016
La Ykkönen 2016 è stata la ventiduesima edizione della seconda serie del campionato finlandese di calcio come Ykkönen. Il campionato, iniziato il 24 aprile e terminato il 22 ottobre, con il formato a girone unico e composto da dieci squadre, è stato vinto dal JJK, che venne promosso in Veikkausliiga.

## Stagione

### Novità
Dalla Ykkönen 2015 sono stati promossi in Veikkausliiga il PS Kemi Kings e il PK-35 Vantaa, mentre sono stati retrocessi in Kakkonen l'MP e il VIFK. Dalla Veikkausliiga 2015 sono stati retrocessi il KTP e lo Jaro, mentre dal Kakkonen sono stati promossi il GrIFK e il KPV.

### Formula
Le dieci squadre si affrontavano tre volte nel corso del campionato, per un totale di 27 giornate. La prima classificata veniva promossa direttamente in Veikkausliiga, mentre la seconda classificata affrontava la penultima classificata in Veikkausliiga in uno spareggio promozione/retrocessione. Le ultime due classificate venivano retrocesse direttamente in Kakkonen.

## Squadre partecipanti
| Club    | Stagione | Città       | Stadio                   | Stagione 2015                     |
| ------- | -------- | ----------- | ------------------------ | --------------------------------- |
| EIF     | -        | Raseborg    | Ekenäs Centrumplan       | 8º posto in Ykkönen               |
| GrIFK   | -        | Kauniainen  | Kauniaisten Keskuskenttä | 1º posto in Kakkonen Länsilohko   |
| Haka    | dettagli | Valkeakoski | Tehtaan kenttä           | 6º posto in Ykkönen               |
| Jaro    | dettagli | Jakobstad   | Jakobstads centralplan   | 12º posto in Veikkausliiga        |
| Jazz    | dettagli | Pori        | Porin stadion            | 7º posto in Ykkönen               |
| JJK     | dettagli | Jyväskylä   | Harjun stadion           | 4º posto in Ykkönen               |
| KPV     | dettagli | Kokkola     | Kokkolan Keskuskenttä    | 1º posto in Kakkonen Pohjoislohko |
| KTP     | dettagli | Kotka       | Arto Tolsa Areena        | 11º posto in Veikkausliiga        |
| AC Oulu | -        | Oulu        | Raatin stadion           | 5º posto in Ykkönen               |
| TPS     | dettagli | Turku       | Urheilupuiston yläkenttä | 3º posto in Ykkönen               |

## Classifica finale
|  | Pos. | Squadra | Pt | G  | V  | N  | P  | GF | GS | DR  |
|  | ---- | ------- | -- | -- | -- | -- | -- | -- | -- | --- |
|  | 1.   | JJK     | 52 | 27 | 16 | 4  | 7  | 49 | 38 | +11 |
|  | 2.   | TPS     | 51 | 27 | 16 | 3  | 8  | 60 | 38 | +22 |
|  | 3.   | Jaro    | 44 | 27 | 12 | 8  | 7  | 47 | 33 | +14 |
|  | 4.   | AC Oulu | 43 | 27 | 12 | 7  | 8  | 50 | 31 | +19 |
|  | 5.   | KPV     | 39 | 27 | 11 | 6  | 10 | 40 | 43 | -3  |
|  | 6.   | GrIFK   | 36 | 27 | 11 | 3  | 13 | 33 | 43 | -10 |
|  | 7.   | Haka    | 32 | 27 | 8  | 8  | 11 | 42 | 46 | -4  |
|  | 8.   | EIF     | 31 | 27 | 10 | 1  | 16 | 36 | 53 | -17 |
|  | 9.   | KTP     | 28 | 27 | 6  | 10 | 11 | 47 | 50 | -3  |
|  | 10.  | Jazz    | 20 | 27 | 4  | 8  | 15 | 35 | 64 | -29 |

Legenda:
      Promossa in Veikkausliiga
 Ammessa allo spareggio promozione-retrocessione
      Retrocesse in Kakkonen
Note:
Tre punti a vittoria, uno a pareggio, zero a sconfitta.

## Statistiche

### Classifica marcatori
| Gol |  |  | Giocatore          | Squadra            |
| --- |  |  | ------------------ | ------------------ |
| 17  |  |  | Aristote Mboma     | Oulu               |
| 15  |  |  | Jussi Aalto        | KTP                |
| 15  |  |  | Irak'li Sirbiladze | KPV                |
| 14  |  |  | Mikko Hyyrynen     | TPS                |
| 13  |  |  | Elias Ahde         | Haka (7), Jazz (6) |
| 12  |  |  | Ilari Mettälä      | TPS                |
| 11  |  |  | Alvarado Morín     | Jaro               |
| 10  |  |  | Sasa Jovović       | Ekenäs             |